# Fábrica Argentina de Aviones

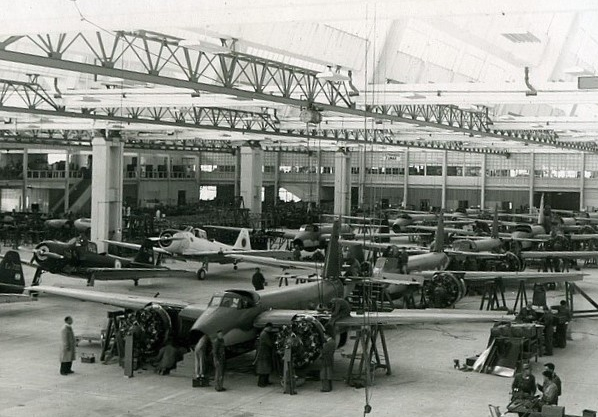
FMA aus den 1950er Jahren. Zu sehen ist die Fertigung der I.Ae 24 und einiger I.Ae 22 (links)

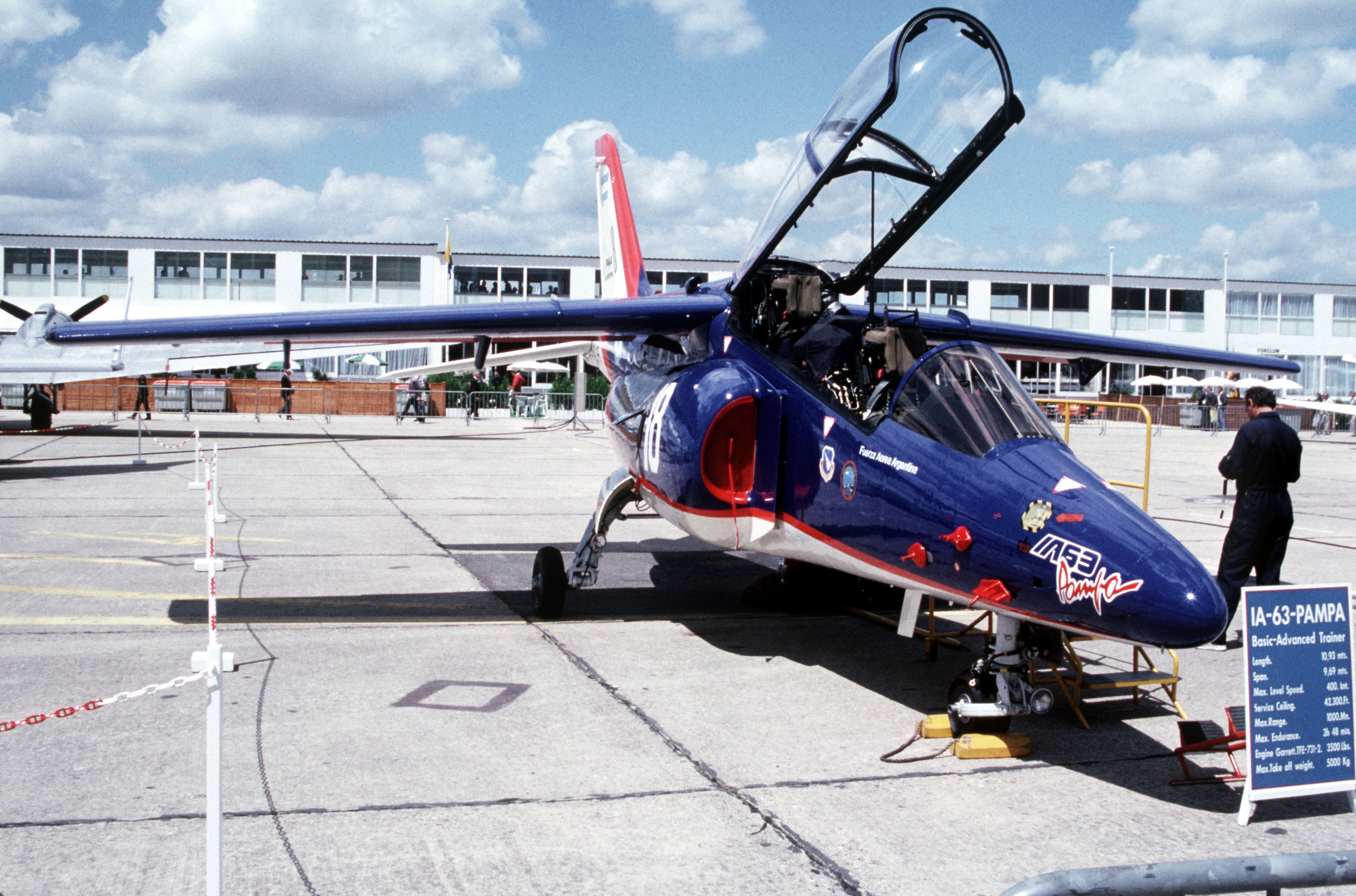
Von FMA produzierter Flugzeugtyp IA-63 Pampa der Fuerza Aérea Argentina

Die Fábrica Argentina de Aviones (abgekürzt FAdeA, spanisch Argentinische Flugzeugfabrik), bis 2009 Fábrica Militar de Aviones (kurz FMA, span. für Militärflugzeugfabrik), ist ein argentinischer Hersteller von Flugzeugen mit Sitz in Córdoba. Bis zu seinem Verkauf am 1. April 1995 befand sich das Unternehmen im Besitz des argentinischen Staates, danach gehörte es bis 2008 Lockheed Martin und firmierte unter Lockheed Martin Aircraft Argentina SA. Seit März 2009 gehört es wieder dem argentinischen Staat.

## Geschichte
Das Unternehmen wurde am 10. Oktober 1927 gegründet und dem Kriegsministerium unterstellt. Ziel war es zunächst die Avro 504 und ausländische Flugmotoren in Lizenz zu fertigen. 1932 begann man mit der Herstellung des ersten eigenen Typen, der Ae.C.1, einem dreisitzigen Reiseflugzeug. 1933 entstand mit der Ae.T.1 das erste Passagierflugzeug, das in Argentinien gebaut wurde. Man fertigte die Curtiss Hawk Model 75 und die Focke-Wulf Fw 44 in Lizenz und erwarb auch die Fertigungsrechte für die Produktion der Sternmotoren Siemens Sh 14 und Wright R-1820. 1944 wurde das Unternehmen Teil des Instituto Aerotecnico und entsprechend umbenannt. Die Kontrolle ging an das neu gegründete Luftfahrtsekretariat über. In den 1950er Jahren wurde bei der FMA das erste südamerikanische Jagdflugzeug mit einem Pfeilflügel, die I.Ae. 33 Pulqui II, hergestellt. Am 28. März 1952 wurde es Teil des Industrias Aeronáuticas y Mecánicas del Estado (I.A.M.E.). Durch den fortgesetzten Peronismus kam es jedoch zu anhaltenden wirtschaftlichen Schwierigkeiten in Argentinien. Das Unternehmen stellte die Luftfahrtentwicklung ein und begann mit der Produktion von Kraftfahrzeugen. Zum 1. Juli 1956 wurde als neuer Staatsbetrieb zunächst der ursprüngliche Firmenname wieder angenommen. Bereits 1957 wurde das Unternehmen der produzierende Teil des Direccion National de Fabricaciones e Investigaciones Aeronauticas, kurz DINFIA und beschäftigte zeitweise über 9500 Mitarbeiter. 1965 schloss man einen Lizenzvertrag für fünf Jahre ab, um die Cessna 182 fertigen zu können, der später verlängert wurde. 1968 hieß das Unternehmen dann wieder Fábrica Militar de Aviones und wurde Teil des Área de Material Cordoba (AMC). Es kamen später auch die Lizenzfertigung der Cessna 188 und Cessna 152 hinzu. In den 1970er Jahren wurde die Fertigung der FMA IA 58 Pucará aufgenommen. Das letzte entwickelte Flugzeug ist die FMA IA 63 Pampa.
Im April 1992 wurde das Unternehmen in eine Aktiengesellschaft überführt, an der der argentinische Staat zunächst mit 30 % beteiligt war. Am 1. April 1995 übernahm Lockheed Martin dann die Kontrolle über das Unternehmen. 2004 waren etwa 900 Personen beschäftigt.
2008 wurde von der Regierung Cristina Fernández de Kirchner die Wiederverstaatlichung angekündigt, die am 17. März 2009 offiziell vollzogen wurde. Laut Presseangaben soll das Unternehmen sich nach dieser Neuausrichtung auf leichte Passagier- und Mehrzweckflugzeuge in zwei neuen Produktlinien spezialisieren. Im August 2010 kündigte das Unternehmen als erste Neuentwicklung das Trainingsflugzeug IA-73 an, dessen Entwicklung bis zum Jahr 2013 vollendet werden soll.
Bisher stellte das Unternehmen über 1300 Flugzeuge von 30 verschiedenen Mustern her.

## Flugzeugtypen
- FMA Ae.C.1 (1931)
- FMA Ae.C.2 / Ae.ME.1 (1932)
- FMA Ae.T.1 (1933)
- FMA Ae.MO.1 (1934)
- FMA Ae.MOe.1 / Ae.MOe.2 (1934)
- FMA Ae.MS.1 (1934)
- FMA Ae.C.3 (1934)
- FMA Ae.C.3G (1936)
- FMA Ae.C.4 (1936)
- FMA Ae.M.B.1 / FMA Ae.M.B.2 Bombi (1935)
- FMA Ae. M.S.1 (1935)
- FMA I.Ae. 20 Boyero (1940)
- FMA I.Ae. 21 (1943)
- FMA I.Ae. 22 (1944)
- FMA I.Ae. 23 (1945)
- FMA I.Ae. 24 Calquín (1946)
- FMA I.Ae. 25 Mañque (1945)
- FMA I.Ae. 27 Pulqui I (1947)
- FMA I.Ae. 30 Ñancú (1948)
- FMA I.Ae. 31 Colibrí (1947)
- FMA I.Ae. 32 Chingolo (1949)
- FMA I.Ae. 33 Pulqui II
- FMA I.Ae. 34 Clen Antú (1949)
- FMA I.Ae. 35 Huanquero
- FMA I.Ae. 36 Condor II (nicht gebaut)
- FMA I.Ae. 37 (1954)
- DINFIA I.Ae. 38 Naranjero (Erstflug: 1960)
- FMA I.Ae. 41 Urubú (1953)
- FMA I.Ae. 45 Querandí
- FMA I.Ae. 46 Ranquel
- DINFIA FA 1 Guaraní I
- FMA I.A. 50 Guaraní II
- FMA I.A. 53
- FMA IA 58 Pucará
- FMA IA 70 Vector
- FMA IA 63 Pampa
- FMA SAIA 90, Jagdflugzeugprojekt, nicht gebaut
- FMA IA-73
- FMA IA-100